# Alexander Konstantinowitsch Bogomasow

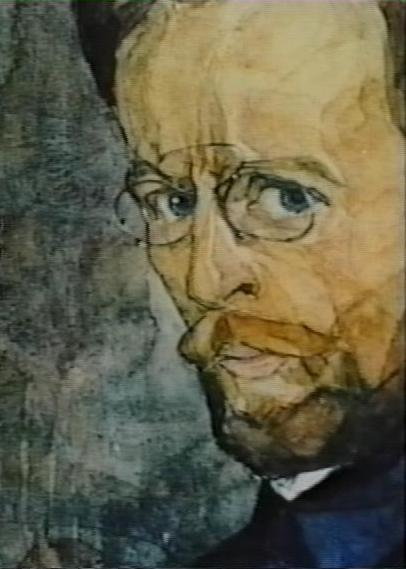
Selbstporträt 1911

Alexander Konstantinowitsch Bogomasow (russisch Александр Константинович Богомазов; ukrainisch Олександр Костянтинович Богомазов Oleksandr Kostjantynowytsch Bohomasow; * 14. Märzjul. / 26. März 1880greg. in Jampil; † 3. Juni 1930 in Kiew) war ein sowjetischer Maler und Theoretiker der Avantgarde.

## Leben
1896 bis 1902 besuchte Bogomasow die Hochschule für Landwirtschaft in Cherson. 1902 bis 1905 studierte er trotz der Einwände seines Vaters an der Kunsthochschule in Kiew, wo er u. a. Alexandra Exter und Alexander Archipenko begegnete. Wegen der Teilnahme an den Studentenprotesten während der Revolution von 1905 wurde er von der Hochschule verwiesen und setzte seine Studien privat bei Professor Serhij Switoslawskyj in Kiew und später bei Fjodor Iwanowitsch Rehrberg und Konstantin Fjodorowitsch Juon in Moskau fort.
1908 konnte er sein Studium an der Kiewer Kunsthochschule wieder aufnehmen und absolvierte es 1911. Gemeinsam mit Alexandra Exter, Dawid Burljuk und Michail Larionow nahm er an der Ausstellung der Künstlergruppe „Sweno“ (Kettenglied) teil. Die Jahre 1911 bis 1915 verbrachte er in Finnland als Korrespondent der Tageszeitung Kijewskaja mysl. Zurück in Kiew unterrichtete er Zeichnen an der Taubstummenschule.

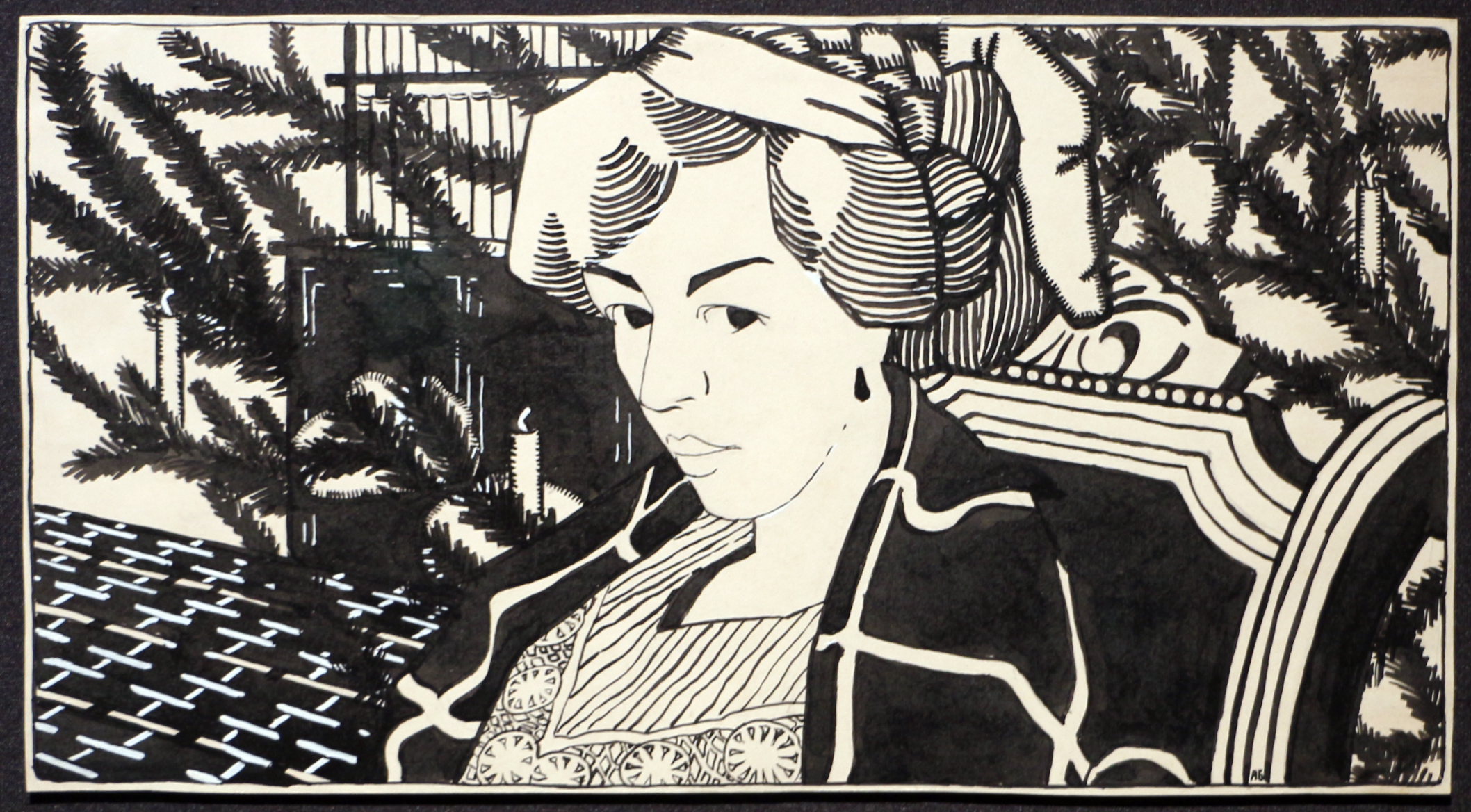
Alexander Bogomasow: Wanda Monastyrska vor dem Neujahrsbaum, 1911

1913 heiratete er die Malerin Wanda Monastyrska (* 9. Februar 1888, † 8. September 1982), der er seine theoretische Abhandlung Живопис та елементи (Malerei und Elemente, 1914) widmete und die sein Werk vor den Zerstörungen des Zweiten Weltkriegs und der sowjetischen Ignoranz bewahrte.
Bogomasow gründete die kubistisch-futuristische Künstlergruppe „Koltso“ (Ring), die jedoch nur ein Jahr lang bestand. Von 1915 bis 1917 war er als Lehrer im kaukasischen Bergkarabach tätig, 1917/18 unterrichtete er an verschiedenen Kiewer Kunstschulen; 1919/20 war er Mitbegründer der Künstlergewerkschaft. Von 1920 bis 1922 zeichnete er Plakate und illustrierte Kinderbücher. Im September 1922 wurde er als Professor der Staffeleimalerei an das Kiewer Institut der Bildenden Künste berufen, wo er gemeinsam mit Wadim Meller, Wladimir Jewgrafowitsch Tatlin und Wiktor Palmow unterrichtete.
1923 erkrankte er an Tuberkulose und starb 1930 im Alter von 50 Jahren. Er wurde auf dem Lukjaniwska-Friedhof in Kiew beerdigt.

„Der dritte Grund, warum Bogomazow in unverdienter Dunkelheit schmachtete, ist sein Status als „ukrainischer“ Künstler. Infolgedessen wurde er von vielen Ausstellungen im Westen, die der russischen Avantgarde gewidmet waren, ignoriert. „Ukrainisch“ ist wohlgemerkt eine Fehlbezeichnung: Alexander Bogomazow war aufgrund seiner Muttersprache und seines Geburtsorts im damaligen Zarenreich Russe. Doch im Hinblick darauf, dass er praktisch sein ganzes Leben in Kiew verbrachte, darf Bogomazow zweifellos als Ukrainer betrachtet werden.“

„Heute werden diese Gemälde auf Auktionen für Millionen von Dollar verkauft, und der Künstler wird als „ukrainischer Picasso“ bezeichnet. […] Als in Kiew geborener und in diese Stadt verliebter Maler steht er auf einer Stufe mit Picasso, den man als „Pariser Bogomazow“ bezeichnen kann. […] Alexander Bogomazov wurde nicht so berühmt wie Picasso. […] Nach seinem Tod löschten ihn die Russen aus der Geschichte. Aber er hatte das, was sich heute als das Wichtigste herausstellt. Heute, angesichts des Krieges. Er hatte Liebe in sich. Er liebte seine Tochter, seine Frau, seine Kunst. Und er konnte allen dreien Wärme geben. Das ist etwas, was Picasso nie hatte […].“

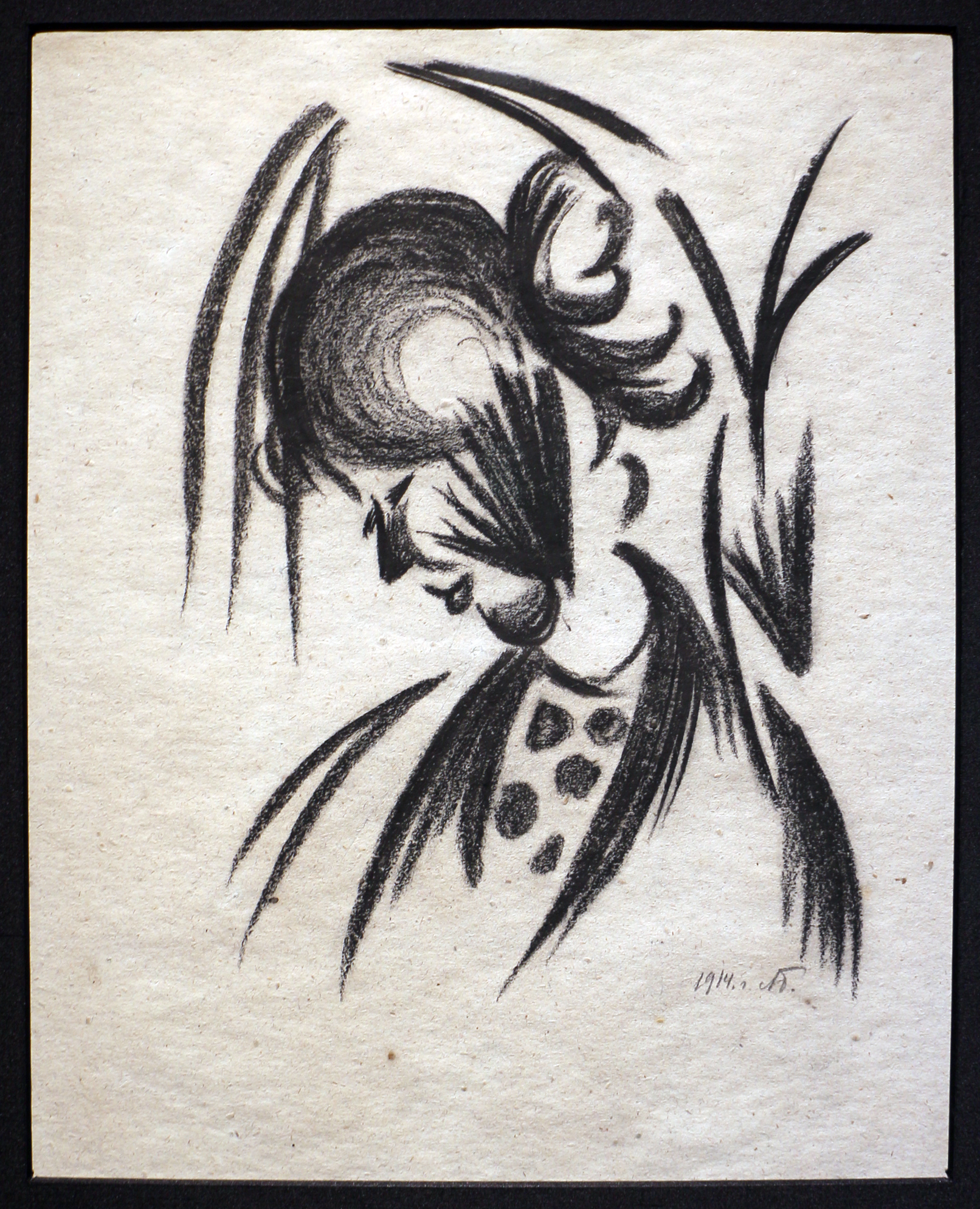
Wanda im Profil, 1914 (Sammlung James Butterwick)
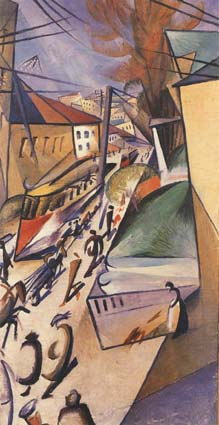
Straßenbahn, 1914 (Privatsammlung)
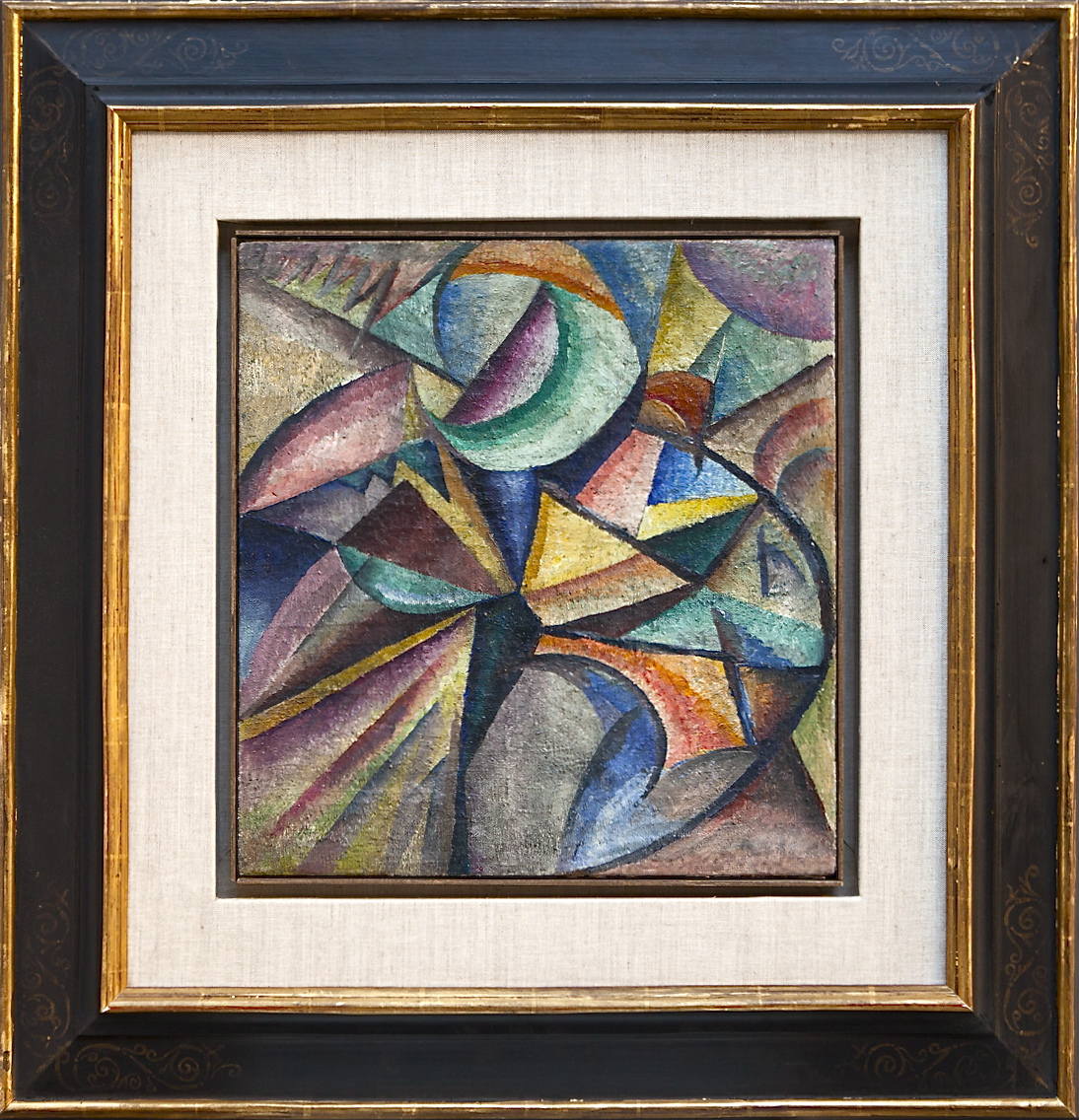
Komposition N2, 1914/15 (Sammlung M. T. Abraham)
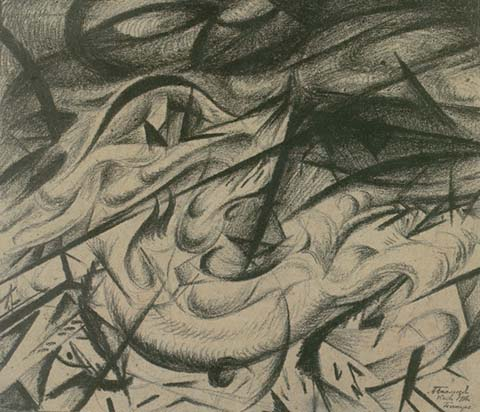
Brand in Kiew, 1916 (Nationales Kunstmuseum der Ukraine)
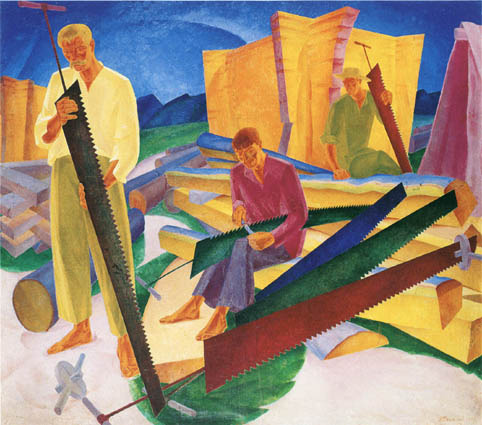
Nachfeilen einer Säge, 1927
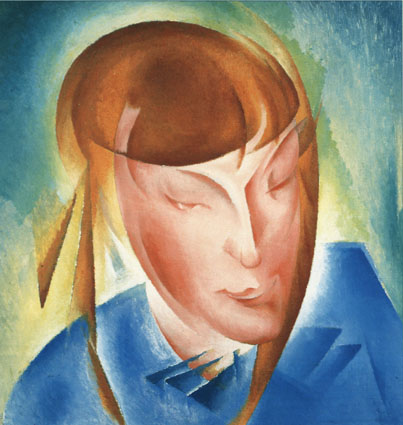
Porträt der Tochter, 1928